# Henrik Olrik
Ole Henrik Benedictus Olrik (født 24. maj 1830 i København, død 2. januar 1890 på Frederiksberg) var en dansk maler og billedhugger. Han var far til Benedicte Olrik (gift Brummer), Dagmar Olrik, Axel Olrik, Eyvind Olrik, Hans Olrik og Jørgen Olrik.
Henrik Olrik blev født i København og var søn af toldkontrollør Johan Henrik Ludvig Olrik (1794-1880) og Benedicte Martinette, født Heiberg (1801-1876). Han uddannede sig først til billedhugger hos Herman Wilhelm Bissen, og da han så vidt muligt måtte ernære sig selv, fandt han snart en indtægtskilde i at udføre formindskede kopier efter Bertel Thorvaldsens værker til Den Kongelige Porcelænsfabrik. Samtidig besøgte han også Det Kongelige Danske Kunstakademis dekorationsklasse, og i begge fag vandt han i 1848-1851 Akademiets sølvmedaljer. Skønt lysten til at tegne og male også var levende hos ham, gik han videre som billedhugger, udstillede nogle portrætbuster og konkurrerede til guldmedaljen. Da hans forsøg imidlertid ikke lykkedes, og han havde opnået offentlig understøttelse for i udlandet at uddanne sig videre i dekorationsfaget, rejste han til Paris, og her gav han efter for sin lyst til at blive maler, besøgte Thomas Coutures atelier og udstillede i 1855 første gang som maler.
|  |  |  | Han vandt hurtig et anset navn som portrætmaler og malede bl.a. kong Christian 9.s portræt gentagne gange og prinsessen af Wales (Christian 9.s datter Alexandra, gift med den senere Edvard 7. af Det Forenede Kongerige) med flere. Han malede også mindre livsbilleder, blandt hvilke En Brud pyntes af sin Veninde (1860) vakte opmærksomhed ved sin smigrende farvebehandling og blev købt til Den Kongelige Malerisamling. Begge dele forenede han så at sige i nogle større portrætgrupper med figurer i legemsstørrelse, således grev Bille-Brahe-Selbyes familie og grevinde Piper med fem børn i et landskab, som også var portræt. I et senere portrætbillede, forestillende hans to døtre i en have, gav han sig med virtuosmæssig sikkerhed i lag med en vanskelig farvevirkning: De rødhårede pigebørn bærer roser og jordbær, omgivet af forgrundsløvværket i dets fulde solbeskinnede kraft. |

Ved siden af sin overordentlig omfattende virksomhed som portrætmaler fandt han dog også tid og lyst til historiemaleriet. Således malede han, da han i 1862 fik Akademiets rejsestipendium, i Rom en Kain paa Flugt i overnaturlig størrelse, der dog ikke nåede det mål, kunstneren havde sat sig, og senere er blevet tilintetgjort. Han malede i tidens løb nogle altertavler og andre religiøse billeder, hvor det betydeligste må siges at være det store alterbillede i Sankt Matthæus Kirke på Vesterbro i København, der er malet på selve korafslutningens mur. Det forestiller Bjergprædikenen og er ved sin rige anordning, lysets heldige fordeling og farvens kraftige og dog harmoniske virkning hans mest modne arbejde. Derefter malede han seks af apostlene til Marmorkirken, idet døden standsede ham i fuldførelsen, og et større historisk billede til Det Nationalhistoriske Museum på Frederiksborg Slot nåede ikke videre end til den første forberedelse.
Den dekorative kunst
Måske dog Olrik har udrettet lige så meget, om ikke mere, på den dekorative kunsts område, undertiden som maler, men stadigst og i størst omfang som billedhugger. Allerede i 1853 vandt han den Neuhausenske Præmie for en sølvsukkerskål (i forening med E. Vieth). For Ipsens Terrakottafabrik, Den Kongelige Porcelænsfabrik, H.C. Drewsens Elektropletfabrik og V. Christesens Sølvvarefabrik udførte han en mængde modeller. En stor sølvkandelaber, der i 1870 udstilledes i London som industrigenstand, nød den ære det følgende år at blive udstillet sammesteds som kunstværk. Et sølvskjold, der ligeledes udførtes for V. Christesen i 1888, var smykket med motiver fra Valdemarernes historie. Et stort dekorativt billedhuggerværk var hans udkast til et mindesmærke for zar Alexander 2. af Rusland, og hans sidste, ufuldførte værk var også i denne retning, nemlig en stor sølv-jardinière med figurer; billedhugger H.C. Petersen måtte fuldføre det efter hans død.
Danmarks første 10-kroneseddel (i omløb 1875-1890) og 100-kroneseddel (i omløb 1875-1888) var tegnet af Olrik. Før det tegnede han 1854 en ny 5-rigsdaler rigsmønt-seddel.
Også som portrættegner har Olrik udfoldet en stor virksomhed og bl.a. tegnet en mængde portrætter til Illustreret Tidende.
I 1871 blev Olrik medlem af Kunstakademiet, i 1878 havde han det Anckerske Rejselegat, i 1876 blev han Ridder af Dannebrog, i 1883 blev han titulær professor, og i 1887 blev han valgt til medlem af Akademirådet.
Han havde 20. maj 1859 ægtet Hermine Valentiner (1839-1917), datter af forpagter Hermann Valentiner. Han døde efter kort sygdom. Han er begravet på Vestre Kirkegård.
Af gengivelser af Olrik kan nævnes et selvportræt i olie ca. 1855 i familieeje, i vandfarve 1853 ligeså. Maleri af Anton Dorph 1854 ligeså og af August Jerndorff 1890 efter fotografi ligeså. Buste i terrakotta af Theobald Stein ca. 1860. Træsnit 1884 fra C. Poulsen og 1890 af Frederik Hendriksen.

## Billeder
| - Værker af Henrik Olrik - En bondeknøs i tanker, 1856 - Billedhuggeren Georg Christian Freund, 1859 - En nonne om morgenen i sin celle, 1863 - Tre børn blæser sæbebobler, 1863 - Christian 9., 1864 - Glode du Plat, 1864 - Peter Daniel Bruun, 1864 - Valdemar Rudolph Raasløff, 1866 - Caroline Charlotte Suhr, 1872 - Civita d'Antino, 1877 - Piger i haven, 1886 Oslo Museum (no) - Jeftas(no) datter sørger med sine veninder, 1887 - Et lille vandløb i skoven. Mellem 1848 og 1890 - Apostel på skibets vestvæg. Apostelkirken Ukendt dato - Sankt Matthæus Kirke i København. Detalje fra alteret Ukendt dato - Sankt Matthaeus Kirke i København. Detalje fra alteret Ukendt dato - Sankt Matthaeus Kirke i København. Detalje fra alteret Ukendt dato - Maria Puggaard Ukendt dato |